# Istvan Moldvai
Istvan Moldvai (n. 13 aprilie 1974, Cluj, România) este un fost jucător român de polo pe apă care a concurat la Jocurile Olimpice de vară din 1996.